# Tipula (Triplicitipula) triplex linearis
Tipula (Triplicitipula) triplex linearis is een ondersoort van de tweevleugelige Tipula (Triplicitipula) triplex uit de familie langpootmuggen (Tipulidae). De ondersoort komt voor in het Nearctisch gebied.